# سورة النازعات
سُورَةُ النَّازِعَات هي سورة مكية، من المفصل، آياتها 46، وترتيبها في المصحف 79، في الجزء الثلاثين، بدأت بأسلوب قسم ﴿وَالنَّازِعَاتِ غَرْقًا ۝١﴾ [النازعات:1]، نزلت بعد سورة النبأ.

## مسمّيات السورة
- الساهرة.
- الطامة.[2]
- النازعات، سُمِّيت به في صحيح البخاري والمصاحف.

## موضوع السورة
هذه السورة نموذج من نماذج هذا الجزء لإشعار القلب البشري حقيقة الآخرة، بهولها وضخامتها، وجديتها، وأصالتها في التقدير الإلهي لنشأة هذا العالم الإنساني، والتدبير العلوي لمراحل هذة النشأة وخطواتها على ظهر الأرض وفي جوفها، ثم في الدار الآخرة، التي تمثل نهاية هذه النشأة وعقباها
وفي الطريق إلى إشعار القلب البشري حقيقة الآخرة الهائلة الضخمة العظيمة الكبيرة يوقع السباق إيقاعات منوعة على أوتار القلب، ويلمسه لمسات شتى حول تلك الحقيقة الكبرى. وهي إيقاعات ولمسات تمت إليها بصلة. فتلك الحقيقة تمهد لها في الحس وتهيئه لاستقبالها في يقظة وفي حساسية.
يمهد لها بمطلع غامض لكنه يثير بغموضه شيئاً من الحدس والرهبة والتوجس. يسوقه في إيقاع موسيقي راجف لاهت، كأنما تنقطع به الأنفاس من الذعر والارتجاف والمفاجأة والانهيار:
﴿وَالنَّازِعَاتِ غَرْقًا ۝١ وَالنَّاشِطَاتِ نَشْطًا ۝٢ وَالسَّابِحَاتِ سَبْحًا ۝٣ فَالسَّابِقَاتِ سَبْقًا ۝٤ فَالْمُدَبِّرَاتِ أَمْرًا ۝٥﴾ [النازعات:1–5]
وعقب هذا المطلع الغامض الراجف يجيء المشهد الأول من مشاهد ذلك اليوم. ظله من ظل ذلك المطلع وطابعه من طابعه، كأنما المطلع له إطار وغلاف يدل عليه :
﴿يَوْمَ تَرْجُفُ الرَّاجِفَةُ ۝٦ تَتْبَعُهَا الرَّادِفَةُ ۝٧ قُلُوبٌ يَوْمَئِذٍ وَاجِفَةٌ ۝٨ أَبْصَارُهَا خَاشِعَةٌ ۝٩ يَقُولُونَ أَئِنَّا لَمَرْدُودُونَ فِي الْحَافِرَةِ ۝١٠﴾ [النازعات:6–10] ﴿أَئِذَا كُنَّا عِظَامًا نَخِرَةً ۝١١ قَالُوا تِلْكَ إِذًا كَرَّةٌ خَاسِرَةٌ ۝١٢ فَإِنَّمَا هِيَ زَجْرَةٌ وَاحِدَةٌ ۝١٣ فَإِذَا هُمْ بِالسَّاهِرَةِ ۝١٤﴾ [النازعات:11–14]
ومن هنالك..من هذا الجو الواجف المبهور المذعور،.بأخد في عرض مصرع من مصارع المكذبين العتاة في حلقة موسى مع فرعون. فيبدأ الإيقاع الموسيقي ويسترخي شيئاً ما، ليناسب جو الحكاية والعرض:
﴿هَلْ أَتَاكَ حَدِيثُ مُوسَى ۝١٥ إِذْ نَادَاهُ رَبُّهُ بِالْوَادِ الْمُقَدَّسِ طُوًى ۝١٦ اذْهَبْ إِلَى فِرْعَوْنَ إِنَّهُ طَغَى ۝١٧ فَقُلْ هَلْ لَكَ إِلَى أَنْ تَزَكَّى ۝١٨ وَأَهْدِيَكَ إِلَى رَبِّكَ فَتَخْشَى ۝١٩ فَأَرَاهُ الْآيَةَ الْكُبْرَى ۝٢٠﴾ [النازعات:15–20] ﴿وَأَهْدِيَكَ إِلَى رَبِّكَ فَتَخْشَى ۝١٩ فَأَرَاهُ الْآيَةَ الْكُبْرَى ۝٢٠ فَكَذَّبَ وَعَصَى ۝٢١ ثُمَّ أَدْبَرَ يَسْعَى ۝٢٢ فَحَشَرَ فَنَادَى ۝٢٣ فَقَالَ أَنَا رَبُّكُمُ الْأَعْلَى ۝٢٤﴾ [النازعات:19–24] ﴿وَأَمَّا مَنْ خَافَ مَقَامَ رَبِّهِ وَنَهَى النَّفْسَ عَنِ الْهَوَى ۝٤٠ فَإِنَّ الْجَنَّةَ هِيَ الْمَأْوَى ۝٤١ يَسْأَلُونَكَ عَنِ السَّاعَةِ أَيَّانَ مُرْسَاهَا ۝٤٢ فِيمَ أَنْتَ مِنْ ذِكْرَاهَا ۝٤٣ إِلَى رَبِّكَ مُنْتَهَاهَا ۝٤٤ إِنَّمَا أَنْتَ مُنْذِرُ مَنْ يَخْشَاهَا ۝٤٥﴾ [النازعات:40–45]
وبهذا يلتقي ويمهد لتلك الحقيقة الكبرى.
ثم ينتقل من ساحة التاريخ إلى كتاب الكون المفتوح، ومشاهد الكون الهائلة، الشاهدة بالقوة والتدبير والتقدير للألوهية المنشئة للكون، المهيمنة على مصائره، في الدنيا والآخرة. فيعرضها في تعبيرات قوية الأسر، قوية الإيقاع، تتسق مع مطلع السورة وإيقاعها العام :
﴿أَأَنْتُمْ أَشَدُّ خَلْقًا أَمِ السَّمَاءُ بَنَاهَا ۝٢٧ رَفَعَ سَمْكَهَا فَسَوَّاهَا ۝٢٨ وَأَغْطَشَ لَيْلَهَا وَأَخْرَجَ ضُحَاهَا ۝٢٩ وَالْأَرْضَ بَعْدَ ذَلِكَ دَحَاهَا ۝٣٠ أَخْرَجَ مِنْهَا مَاءَهَا وَمَرْعَاهَا ۝٣١ وَالْجِبَالَ أَرْسَاهَا ۝٣٢﴾ [النازعات:27–32] ﴿مَتَاعًا لَكُمْ وَلِأَنْعَامِكُمْ ۝٣٣﴾ [النازعات:33]
وهنا – بعد هذه التمهيدات المقربة وهذه اللمسات الموحية – يجيء مشهد الطامة الكبرى، وما يصاحبها من جزاء على ما كان في الحياة الدنيا. جزاء يتحقق هو الآخر في مشاهد تتناسق صورها وظلالها مع الطامة الكبرى:
﴿فَإِذَا جَاءَتِ الطَّامَّةُ الْكُبْرَى ۝٣٤ يَوْمَ يَتَذَكَّرُ الْإِنْسَانُ مَا سَعَى ۝٣٥ وَبُرِّزَتِ الْجَحِيمُ لِمَنْ يَرَى ۝٣٦ فَأَمَّا مَنْ طَغَى ۝٣٧ وَآثَرَ الْحَيَاةَ الدُّنْيَا ۝٣٨ فَإِنَّ الْجَحِيمَ هِيَ الْمَأْوَى ۝٣٩﴾ [النازعات:34–39] ﴿وَأَمَّا مَنْ خَافَ مَقَامَ رَبِّهِ وَنَهَى النَّفْسَ عَنِ الْهَوَى ۝٤٠ فَإِنَّ الْجَنَّةَ هِيَ الْمَأْوَى ۝٤١﴾ [النازعات:40–41]
وفي اللحظة التي يغمر الوجدان فيها ذلك الشعور المنبعث من مشاهد الطامة الكبرى، والجحيم المبرزة لمن يرى، وعاقبة من طغى وآثر الحياة الدنيا، ومن خاف مقام ربه ونهى النفس عن الهوى.. في هذه الحظة يرتد السياق إلى المكذبين بهذه الساعة، الذين يسألون الرسول عن موعدها. يرتد إليهم بإيقاع يزيذ من روعة الساعة وهولها وضخامتها:
﴿يَسْأَلُونَكَ عَنِ السَّاعَةِ أَيَّانَ مُرْسَاهَا ۝٤٢ فِيمَ أَنْتَ مِنْ ذِكْرَاهَا ۝٤٣ إِلَى رَبِّكَ مُنْتَهَاهَا ۝٤٤ إِنَّمَا أَنْتَ مُنْذِرُ مَنْ يَخْشَاهَا ۝٤٥ كَأَنَّهُمْ يَوْمَ يَرَوْنَهَا لَمْ يَلْبَثُوا إِلَّا عَشِيَّةً أَوْ ضُحَاهَا ۝٤٦﴾ [النازعات:42–46]
والهاء الممدودة ذات الإيقاع الضخم الطويل، تشارك في تشخيص الضخامة وتجسيم التهويل !

## المصدر
1. ↑  المصحف الإلكتروني، سورة النازعات، التعريف بالسورة نسخة محفوظة 31 يناير 2019 على موقع واي باك مشين.
2. ↑  سعيد حوَّى. الأساس في التفسير. ج. 11. ص. ٦٣٥٥. مؤرشف من الأصل في 2022-08-21.

في ظلال القرآن – سيد قطب

## وصلات خارجية
- سورة النازعات: تجويد-تفسير - موقع Altafsir.com